# احمد شاملو مشهدی
میرزا احمد شاملو فرزند محمد حسین شاملو از خوشنویسان سده سیزدهم و اوایل دوره قاجار است. از او آثاری با امضاء«احمد بن محمد حسین شاملو مشهدی» وجود دارد. با اینکه در خوشنویسی خط نسخ شهرت یافته، خط نستعلیق را خوش و شکسته نستعلیق را عالی می‌نوشته است. او خوشنویس محمد علی میرزا فرزند فتحعلی شاه قاجار و استاد خط او بود.
میرزا احمد ظاهراً عمری دراز داشته و سال‌های زیادی خوشنویسی کرده است. هرچند تاریخ وفاتش را ۱۲۳۵ه‍.ق گفته‌اند اما آثاری از وی با تاریخ ۱۲۴۵ ه‍.ق دیده شده و ایرج میرزا سال درگذشتش را در یک ماده تاریخ به صورت «قدمات بعده‌الخط» آورده که می‌شود ۱۲۶۴ ه‍.ق 